# Nadezhda Stásova
Nadezhda Vasílievna Stásova (en ruso: Надежда Васильевна Стасова; Pushkin, 12 de juniojul./ 24 de junio de 1822greg.-San Petersburgo, 27 de septiembrejul./ 9 de octubre de 1895greg.) fue una educadora, activista y feminista rusa. Nació en una familia noble y rica; el zar Alejandro I de Rusia fue su padrino, y recibió numerosas clases particulares cuando era niña. Después de experimentar una tragedia familiar y una decepción personal cuando era joven, se dedicó a la educación de las mujeres y al empoderamiento económico. Junto con Anna Filosófova y María Trúbnikova, fue una de las primeras líderes del movimiento de mujeres ruso. Juntas, las tres amigas y aliadas fueron conocidas como el «triunvirato».
El triunvirato fundó y dirigió varias organizaciones diseñadas para promover la independencia cultural y económica de las mujeres, incluida una cooperativa editorial. Posteriormente, el triunvirato presionó a los funcionarios del gobierno para que permitieran la educación superior para las mujeres, aunque la oposición constante significó que sus éxitos a veces fueron limitados o revertidos. Finalmente se convirtió en la principal organizadora de los Cursos Bestúzhev en 1878, pero una década más tarde se vio obligada a dimitir bajo presión política. En sus últimos años, continuó apoyando la causa de los derechos de las mujeres en Rusia. Murió en 1895.

## Primeros años de vida
Nació en Tsárskoye Seló, un retiro imperial cerca de San Petersburgo (ubicado hoy en Pushkin), el 12 de juniojul./ 24 de junio de 1822greg.. : 526  Sus padres eran miembros de la nobleza rusa. Su padre, Vasili Petróvich Stásov, fue un destacado arquitecto, mientras que su madre, María Abramovna Suchkova, era de una familia militar.: 526  El zar Alejandro I de Rusia fue su padrino.: 75  La hija del medio, tenía al menos cinco hermanos (incluidos Vladímir y Dmitri) y una hermana, Sofya. Una de sus sobrinas, Elena, se convirtió en una conocida funcionaria revolucionaria y bolchevique.
Su madre murió en 1831 de cólera, cuando tenía nueve años.: 75  Cuando era niña, recibió clases particulares de profesores contratados por su familia y estudió idiomas extranjeros, música, arte y etiqueta.: 526  A medida que fue creciendo, frecuentemente tomaba prestados los libros de su padre y leía mucha literatura francesa, incluida la obra de la feminista George Sand. : 526 : 75  En años posteriores, consideró que la tutoría que recibió durante su infancia era frívola y escribió que su padre y sus hermanos no creían que las mujeres necesitaran una educación seria; recordó que se burlaban de ella y la menospreciaban.: 75 
Cuando era una joven veinteañera, se comprometió con un oficial militar. Poco antes de su boda, su prometido, bajo fuerte presión paternal, la abandonó y se casó con otra mujer.: 75  Desolada, juró que nunca se casaría.: 75  Pasó varios años en el extranjero cuidando a su hermana Sofya, con quien era muy cercana.: 671  Sofya murió de tuberculosis en 1858, momento en el que regresó a Rusia. Decidió dirigir sus energías lejos de su propia familia y hacia la «familia universal» de los necesitados y desposeídos.: 671 : 76  Al hablar de las limitadas opciones disponibles para las mujeres en ese momento, escribió más tarde que las feministas rusas deseaban «no la luz de la luna, sino más bien la luz del sol».: 34 

## Carrera
A través del salón de María Vasiliévna Trúbnikova, se conectó con un gran grupo de mujeres adineradas interesadas en el estatus económico y educativo de las mujeres en Rusia.: 76  Trúbnikova, traductora y activista más de una década más joven que Stásova, buscó activamente educar a otras mujeres sobre temas feministas, viendo su salón como una forma de conectarlas y empoderarlas.: 77  Stásova, Trúbnikova y su compañera feminista Anna Pavlóvna Filosófova se convirtieron en amigas cercanas y aliadas, y sus contemporáneos se referían a ellas como el «triunvirato».: 527 : 12 : 57–58  Las tres pasaron gran parte de su vida centrándose en la querella de las mujeres, como se la llamaba entonces, y lideraron el primer movimiento feminista organizado en el Imperio ruso.: 672 : 12 
La autora posterior Ariadna Vladimírovna Tyrkova-Williams escribió que «los miembros [del triunvirato] se complementaban perfectamente entre sí. Los planes y la voluntad provenían de Trúbnikova. Su papel era el desempeño, la persistencia en hacer el trabajo. Filosófosva encarnaba la espiritualidad y la ética». A diferencia del movimiento nihilista ruso contemporáneo, las miembros del triunvirato no eran radicales en su estilo o moda pública y no fueron condenadas al ostracismo por otros miembros de la clase alta por su trabajo.: 77–78 : 36–37 
El triunvirato, junto con otras mujeres, comenzó a organizar la Sociedad de Alojamiento Barato y Otros Beneficios para los Ciudadanos de San Petersburgo en 1859. : 671 : 76  El grupo tenía dos facciones, el «partido alemán» y el «partido ruso», que diferían en su enfoque preferido.: 76–77 : 9  Las «alemanas» favorecían un método de filantropía entonces tradicional que implicaba una estrecha supervisión de los pobres. Las «rusas» se centraron en la autoayuda y la ayuda directa, intentando evitar la condescendencia y mantener la privacidad de los ayudados.: 76–77 : 58–59  A principios de 1861, la incipiente organización se dividió en dos, con el triunvirato Stásova-Trúbnikova-Filosófova liderando a las «rusas».: 76–77 : 58–59  En febrero de 1861, el gobierno zarista aprobó un estatuto para su sociedad, ahora más pequeña.: 76–77 : 58–59  La organización proporcionaba alojamiento y trabajo como costureras a sus clientas (principalmente viudas y esposas cuyos maridos las habían abandonado).: 59  También funcionaba una guardería y una cocina comunitaria.: 59 
Mientras tanto, en 1860, Stásova y su cuñada, Polixena Stásova, abrieron y ayudaron a dirigir una escuela destinada a enseñar alfabetización, como parte del breve movimiento de escuelas dominicales en Rusia.: 527 : 154–156  La escuela, que servía a mujeres de clase trabajadora, fue cerrada por el gobierno ruso en 1862 como parte de su ofensiva más amplia contra las escuelas dominicales.: 671 : 154  En respuesta, comenzó a dar clases en su casa.: 527  Junto con la filántropa María Mijáilovna Dondukova-Korsakova, también estuvo involucrada en un refugio en el Hospital Kalinkinskaya Hospital brindando tratamiento a prostitutas afectadas por infecciones de transmisión sexual.: 527 
En 1863, el triunvirato, junto con la activista Anna Nikoláyevna Engelhardt, fundó la Cooperativa Editorial de Mujeres Rusas.: 527 : 78  La cooperativa, que empleaba a docenas de mujeres, se centraba en la escritura y la traducción. Publicó una amplia variedad de libros, incluidos libros de texto, obras científicas y cuentos infantiles, como El origen de las especies de Darwin y Los cuentos de hadas de Hans Christian Andersen.: 69 : 152  Su papel se centró en gestionar negocios con impresores, encuadernadores y proveedores.: 152  Aunque inicialmente tuvo éxito, la cooperativa nunca recibió la aprobación gubernamental y sufrió dificultades financieras después de que Stásova y Trúbnikova se marcharan al extranjero y su socio librero se declarara en quiebra. Sin embargo, bajo la dirección de Filosófova, duró hasta 1879.: 78–79 

### Educación superior
En 1867, el triunvirato, impulsado por la escritora Evgenia Ivánovna Konradi, comenzó a presionar para que las universidades rusas crearan cursos abiertos a las mujeres.: 671 : 75–76  La campaña comenzó con una reunión en la casa de Trúbnikova entre decenas de mujeres y académicos (hombres) interesados, donde se acordó un plan de acción. : 75–76 : 37  Las mujeres escribieron una petición a Karl Fiódorovich Kessler, rector de la Universidad Estatal de San Petersburgo. Con un talento particular para organizar el apoyo generalizado, reunieron más de 400 firmas entre mujeres de clase media y alta.: 37–38  En su afán por crear una universidad de mujeres, el triunvirato recibió el apoyo de Kessler para crear «cursos regulares y serios» abiertos a las mujeres, en palabras de la historiadora Christine Johanson.: 75–77 : 37–38 
El siguiente paso fue obtener la aprobación de Dmitri Andréievich Tolstoi, quien era responsable del sistema educativo como Ministro de Ilustración Nacional.: 75–77  : 37–38  Tolstoi argumentó que las mujeres abandonarían la educación después de casarse y desestimó a los firmantes afirmando que eran «ovejas» que simplemente seguían la última moda.: 38  Rechazó la petición a finales de 1868, pero bajo la presión del zar Alejandro II, permitió conferencias públicas menos avanzadas y mixtas a las que las mujeres pudieran asistir.: 528 : 77 : 37–38  Estas iniciativas fueron rápidamente adoptadas, en su gran mayoría por mujeres.: 77 : 38–39 
En la Rusia zarista, la política estatal estaba mal coordinada y era inconsistente debido a los intereses en competencia de los ministros rivales, y el triunvirato buscó otro camino para apoyar la educación superior para las mujeres. Apelaron al ministro de guerra más liberal, Dimitri Alekséyevich Miliutin, quien, persuadido por su esposa, su hija y Filosófova, aceptó organizar cursos de medicina para mujeres en San Petersburgo.: 38–39 : 437  Tolstoi respondió permitiendo las clases, pero en su propia casa, donde podía supervisarlas.: 38–39  El movimiento político a favor de la educación de las mujeres continuó creciendo y en octubre de 1869 el gobierno ruso permitió un conjunto limitado de conferencias para mujeres sobre materias avanzadas (incluidas química, historia, anatomía, zoología y literatura rusa).: 671 : 39  Organizó estas clases y reclutó a los profesores que las impartirían; las conferencias comenzaron en enero de 1870. A las conferencias asistieron más de 700 mujeres y se las conoció como las Conferencias Vladimirskii, en honor a su anfitrión, el Colegio Vladimir.: 528 : 77 
Pasó de 1871 a 1876 en Alemania, cuidando a dos de sus sobrinas, que estaban enfermas.: 528  Durante su ausencia, mantuvo contacto frecuente con Filosófova y Trúbnikova. Las conferencias de Vladimirskii, aunque limitadas, fueron suspendidas en 1875, para su consternación.: 528 : 39–43  Tras su regreso a Rusia, reanudó su activismo.: 528  Mientras tanto, Tolstoi se había preocupado por el número de mujeres rusas que iban al extranjero a estudiar, particularmente a Suiza.: 43, 59–62, 74–76 
En abril de 1876, a instancias de Tolstoi, Alejandro II permitió la creación de cursos de educación superior para mujeres, aunque la admisión a las universidades para hombres seguía estando prohibida.: 528 : 43, 59–62, 74–76  Fue presidenta del consejo pedagógico que estableció los Cursos Bestúzhev en San Petersburgo; comenzaron en 1878.: 528 : 671  En 1881, los cursos cubrían un programa universitario completo de cuatro años.: 74–76, 95–103  Tolstoi limitó la financiación disponible; el apoyo gubernamental sólo proporcionaba el 7 por ciento del presupuesto y, por lo tanto, la matrícula era cara.: 62–64  Recaudó apoyo caritativo para las estudiantes e impulsó con éxito la admisión de estudiantes judías, además de localizar alojamiento permanente para los cursos en 1883.: 528 : 671–672  Sin embargo, el radicalismo de algunos estudiantes provocó críticas y en 1886 se suspendió la admisión a los cursos.: 528 : 74–76, 95–103 
En 1889,  junto con su compañera feminista Elena Osipovna Likhacheva persuadió al zar (entonces Alejandro III) para que permitiera reabrir los cursos.: 528 : 93  Sin embargo, como parte de los esfuerzos de la reaccionaria eminencia gris Konstantín Petróvich Pobedonóstsev para poner las instituciones educativas bajo el control del gobierno, se vio obligada a dimitir como directora, acusada oficialmente de «ineficiencia y confusión».: 528 : 671  Ella y sus colegas fueron reemplazadas por burócratas gubernamentales más manejables.: 528 : 93–94  En la graduación de Bestúzhev de ese año, fue homenajeada, y su retrato fue pintado por Iliá Repin para conmemorar la ocasión.: 39 

### Últimos años
A pesar de este revés, Stáova siguió trabajando. Ayudó a crear la Sociedad de Ayuda a los Niños en San Petersburgo.: 528–529  Fue mentora de Liubov Gurévich y otras feministas más jóvenes; la historiadora Rochelle Ruthchild escribe que «alcanzó un estatus casi de santa entre quienes la conocieron, quienes notaron con asombro su fervor insaciable».: 80 : 23–24  En 1893, Stásova y otros enviaron una exposición centrada en el progreso de las mujeres en Rusia a la Exposición Mundial Colombina en Chicago.: 19  En 1895, junto con Filosófova y otras, fundó la Sociedad Filantrópica Mutua de Mujeres Rusas, que, bajo las leyes restrictivas de la autocracia zarista, se limitaba a iniciativas filantrópicas como un jardín de infantes, un albergue y un servicio de empleo.: 500  Dirigió la organización como presidenta hasta su muerte ese mismo año, y fue reemplazada por Anna Nikoláevna Shabanova.: 672 
Aunque estaba enferma, trabajó diligentemente hasta su muerte el 27 de septiembrejul./ 9 de octubre de 1895greg..: 529 : 12–13  Cerca del final de su vida, escribió que las mujeres rusas «todavía no han aprendido a dejar de ser esclavas de los hombres».: 13  Y continuó: «En todo se reprimen, se asustan, se subordinan... ¡Esto es malo, muy malo! Las mujeres tienen mucho trabajo por delante antes de lograr su liberación».: 13 